# El Amparo (Costa Rica)
El Amparo es un distrito del cantón de Los Chiles, en la provincia de Alajuela, de Costa Rica.

## Geografía
El Amparo cuenta con un área de 312,89 km² y una altitud media de 44 m s. n. m.

## Demografía
Para el año 2022, El Amparo cuenta con una población estimada de 7841 habitantes, y para el último censo efectuado, en 2011, El Amparo contaba con una población de 5992 habitantes.

## Localidades
- Poblados: Alto los Reyes, Caño Ciego, Cóbano, Corozo, Corrales, Coyol, Dos Aguas, Gallito, Gallo Pinto (parte), Montealegre, Nueva Lucha, Pavón, Quebrada Grande, Sabogal, San Antonio, San Francisco, San Isidro, San José del Amparo, San Macario, Santa Cecilia, Trinidad, Vasconia.[2]

## Transporte

### Carreteras
Al distrito lo atraviesan las siguientes rutas nacionales de carretera:
- Ruta nacional 35